# St. Leonhard (Ittelsburg)

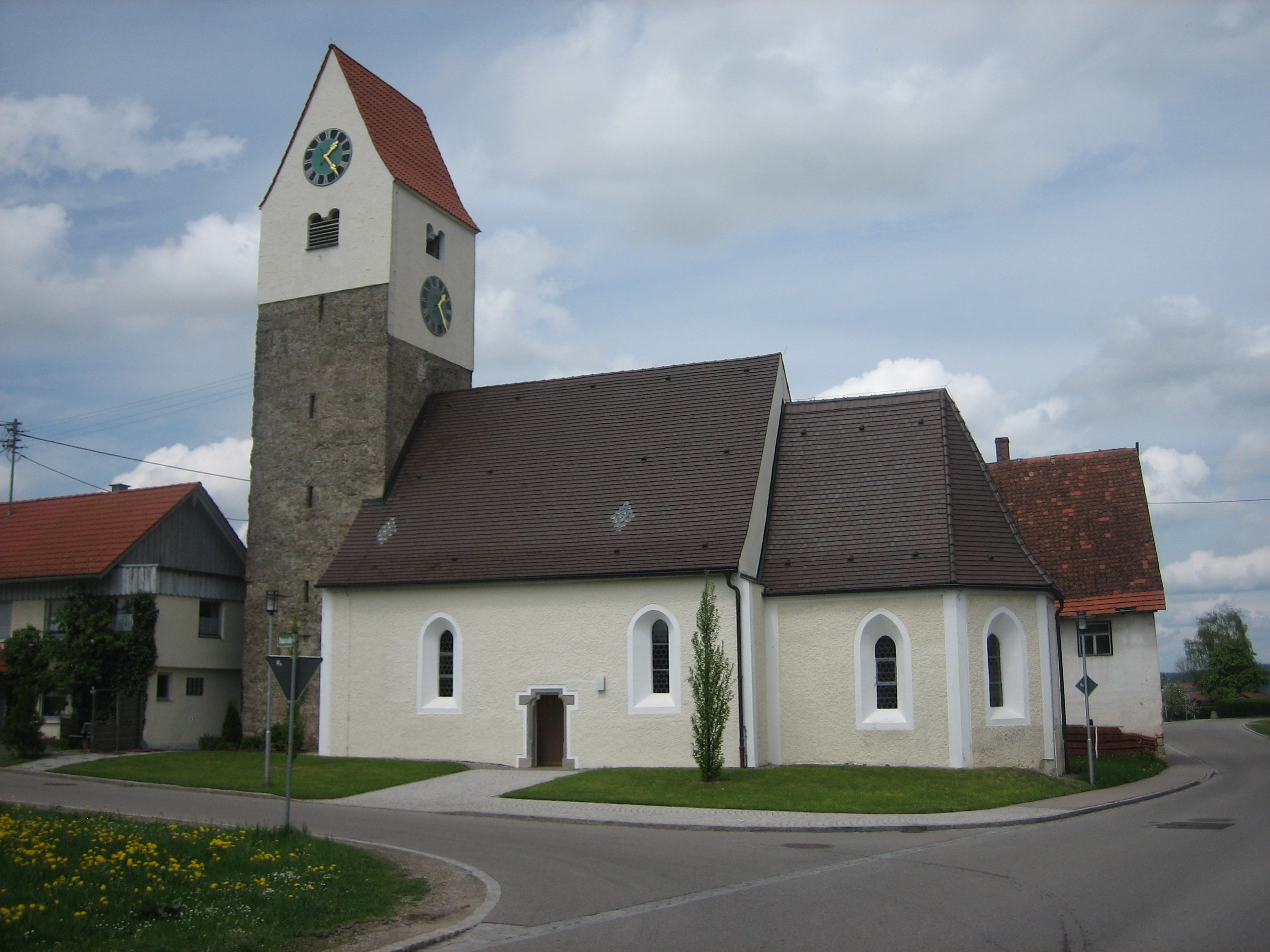
St. Leonhard in Ittelsburg

Die Filialkirche St. Leonhard ist eine römisch-katholische Kirche in Ittelsburg, bei Bad Grönenbach im Landkreis Unterallgäu in Bayern. Die Filialkirche steht unter Denkmalschutz.

## Geschichte

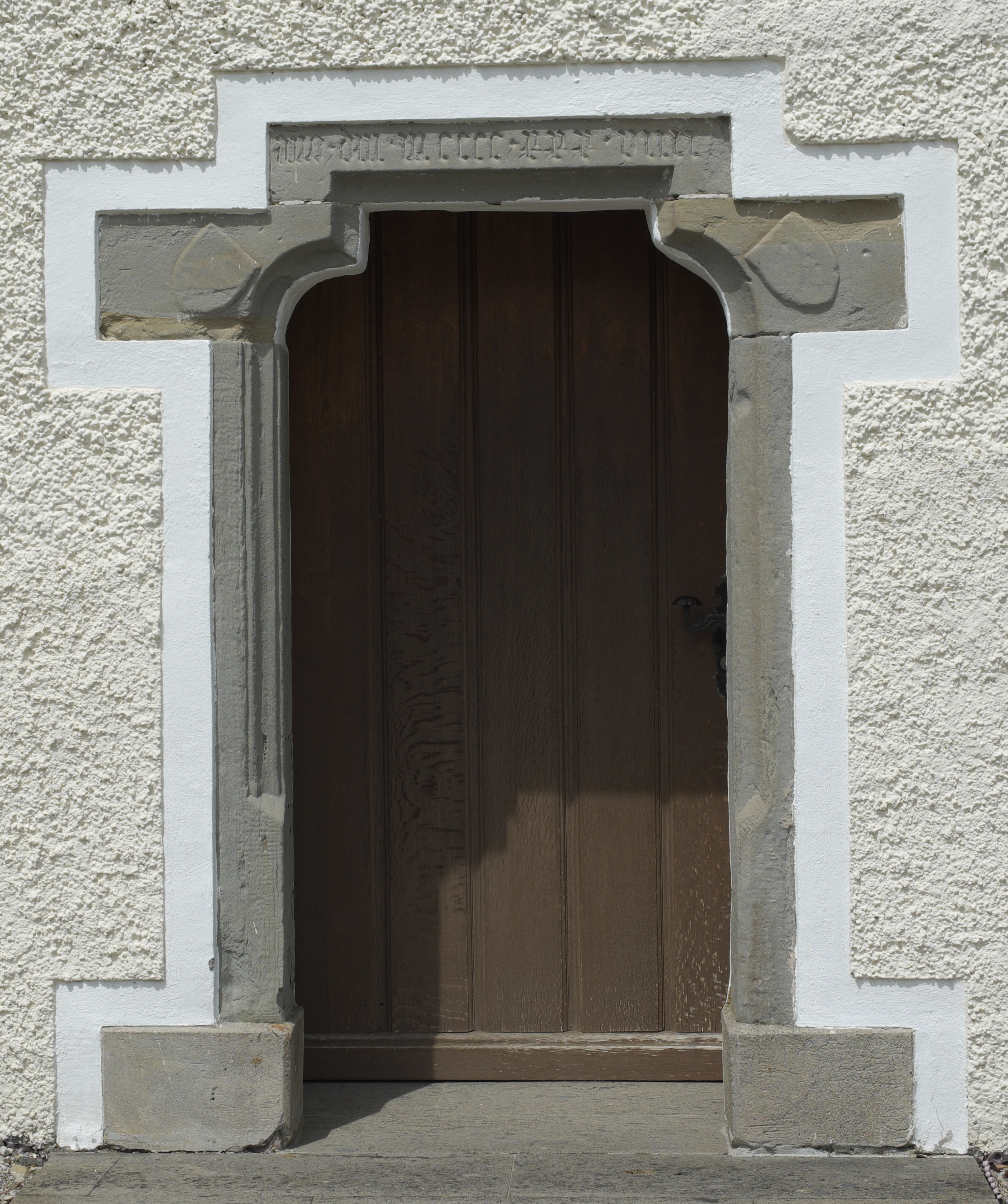
Eingangstür mit Wappen der Erbauer Ludwig von Rothenstein und Jutta von Hürnheim

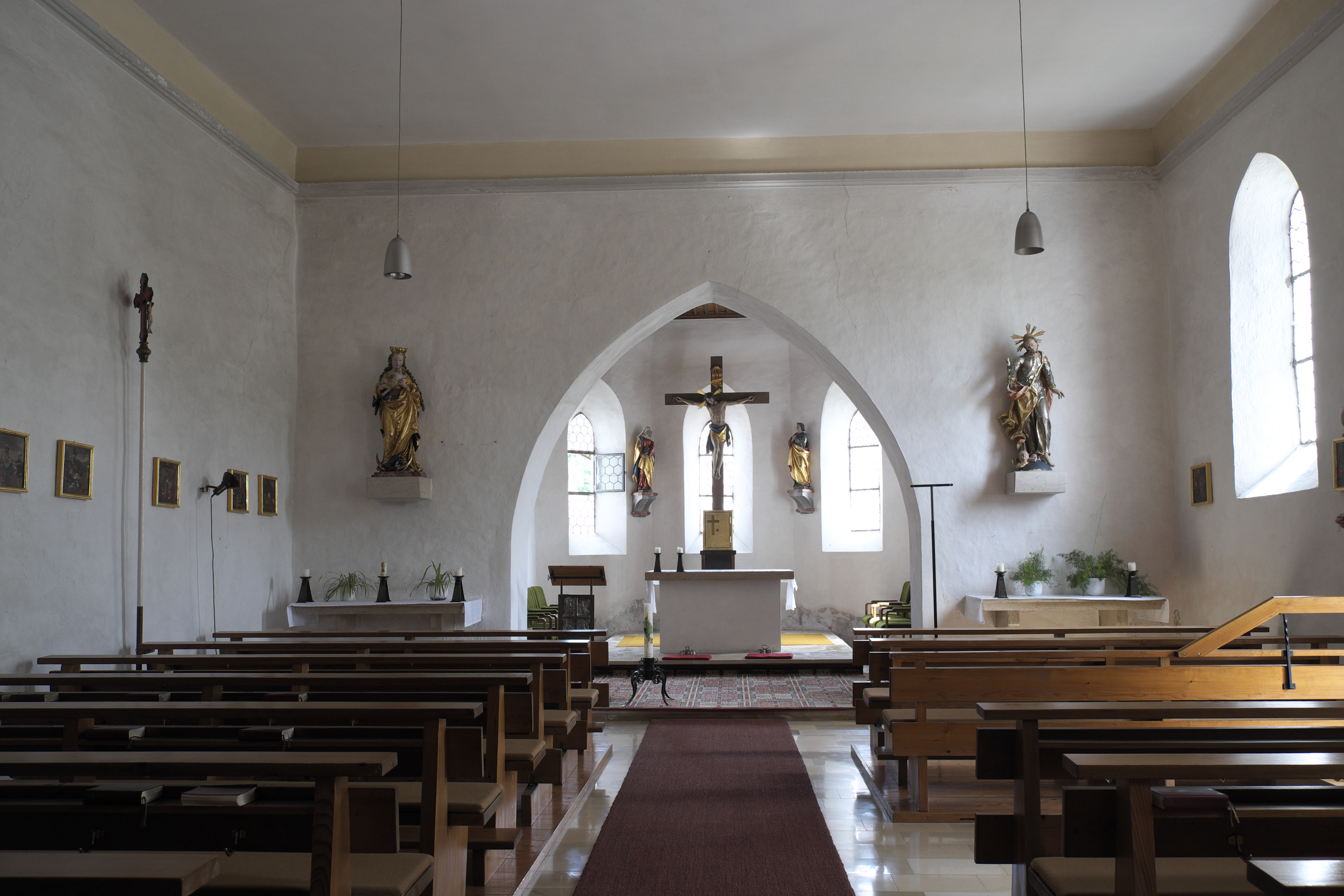
Innenansicht

Aus dem 12. Jahrhundert stammt der Turm der Kirche, der aus heimischem Nagelfluh errichtet wurde. Die Kirche wurde ursprünglich im gotischen Stil erbaut, um danach barockisiert und schlussendlich wieder regotisiert zu werden. Am Eingang der Kirche sind zusammen mit der Jahreszahl 1439 die beiden Wappen der Erbauer Ludwig von Rothenstein und seiner Gemahlin Jutta von Hürnheim eingemeißelt. Noch auf einem Messblatt von 1821 ist um die Kirche ein Friedhof verzeichnet, dieser existiert nicht mehr. Die beiden im Turm befindlichen Glocken wurden 1863 in Kempten gegossen. 
Die Filialkapelle in Ittelsburg erlitt das gleiche Schicksal wie die Pfarrkirche St. Philipp und Jakob in Bad Grönenbach und wurde in der Zeit von 1967 bis 1969 ausgeräumt und „modernisiert“.

## Baubeschreibung
Die Filialkirche besitzt einen eingezogenen Chor mit 3/8 Schluss. An der Westseite befindet sich eine Empore mit gedrehten Holzpfeilern aus dem 17. Jahrhundert. Der Turm ist ein ungegliederter Nagefluhbau mit Satteldach und Klangarkaden auf drei Seiten im Obergeschoss.

## Ausstattung
In der Filialkirche befinden sich mehrere Gemälde. So ist der Kirchenpatron, der hl. Leonhard, als Patron der Gefangenen auf einem Gemälde von 1687 abgebildet. Dieses Gemälde trägt auch das Wappen des kemptischen Fürstabtes Rupert von Bodman. Der Kreuzweg, bestehend aus 14 Stationen, wurde 1779 von Marianne Schindlerin aus dem nahegelegenen Weiler Streifen gestiftet. Auf den beiden modernen Seitenaltären befinden sich zwei alte Holzfiguren, eine stehende Muttergottes aus dem Jahr 1510/1520 und  der hl. Joseph aus dem 18. Jahrhundert. Das Gestühl in der Kirche stammt aus dem 18. Jahrhundert und ist aus Nadelholz gefertigt.